# Darrang (huyện)
Huyện Darrang là một huyện thuộc bang Assam, Ấn Độ. Thủ phủ huyện Darrang đóng ở Mangaldai. Huyện Darrang có diện tích 3481 ki lô mét vuông. Đến thời điểm năm 2001, huyện Darrang có dân số 1503943 người.